# Сангха (форма правління)
Сангха, самґха (санскрит: संघ, saṃgha IAST, палі: saṅgha IAST — «громада») — форма правління, поширена в Стародавній Індії.
За свою природою сангха була різновидом аристократичної республіки або ж олігархії. Формально джерелом влади у сангхах були народні збори — гана (звідси й інша назва сангхи — «гана», іноді в історичній літературі вживають і назву «гана-сангха»), проте реальна влада належала впливовим кшатрійським родам або ж кланам (зокрема Вріджі, Лічхави, Шак'я).
Деякі автори звертають увагу, що сангхи виникали на периферії індійських царств, переважно гірській.